# Voglje, Sežana
Voglje so naselje v Občini Sežana.